# Malattia di Wolman
La malattia o sindrome di Wolman è una malattia ereditaria estremamente rara a trasmissione autosomica recessiva, facente parte dell'eterogeneo gruppo delle malattie da accumulo lisosomiale.
La malattia prende il nome da Moshe Wolman.

## Eziologia
La malattia è causata da una carenza di un enzima noto come lipasi acida lisosomiale (LAL o LIPA). Questo enzima è necessario per metabolizzare alcuni lipidi all'interno delle cellule. Carenza dell'enzima (LAL o LIPA) provoca un accumulo di trigliceridi e colesterolo nell'intestino, nel fegato e in altre parti del corpo.Di solito i bambini che contraggono questa malattia non raggiungono la pubertà.
La malattia di Wolman è la forma ad esordio precoce della carenza di LAL.
Questa forma della malattia si sviluppa tipicamente durante le prime settimane o mesi di vita; mentre la forma ad insorgenza tardiva, che è nota come malattia da accumulo di esteri del colesterolo (CESD) si presenta tipicamente più avanti in età adulta o infantile.